# Leptostylus bruesi
Leptostylus bruesi es una especie de escarabajo longicornio del género Leptostylus, categorizada en la tribu Acanthocinini, de la subfamilia Lamiinae. Fue descrita por Fisher en 1942.

## Descripción
Mide 11,5 mm de longitud.

## Distribución
Se distribuye por Jamaica.